# Шиизм в Египте
Шиизм в Египте представлен малочисленной преследуемой общиной, вынужденной скрывать свои религиозные взгляды.
Среди шиитов Египта особенно популярен суфизм. Они посещают шиитские святыни и мечети, а шиитские практики используются в различных обрядах, например на похоронах. Несмотря на общую непопулярность и малочисленность, количество шиитов в Египте постепенно растёт. Известны случаи перехода суннитов в шиизм.
В Египте также есть несколько шиитских организаций, например «Джамаат Ахль аль-Байт» по руководством Мухаммеда эд-Дерини и «Шиитское течение в Египте» под началом Мухаммеда Гонейма.

## История
Шиитская династия Фатимидов завоевала Египет в 969 году. Они правили Египтом в течение двух веков, с 969 до 1171 года. Фатимиды основали город Каир, нынешнюю столицу Египта, и сделали его резиденцией халифов. Также именно при этой династии был основан знаменитый университет аль-Азхар в Каире в 970 году. Он существует и по сей день и является одним из старейших университетов мира. Изначально аль-Азхар был шиитским университетом. Однако общепризнано, что во время правления Фатимидов египтяне продолжали преимущественно исповедовать суннизм. Шиизм же был распространён лишь среди правящей верхушки.

## Число последователей
Египетские шиитские активисты заявляют об одном миллионе последователей, однако салафиты заявляют о числе лишь в несколько тысяч. The Economist оценивает количество исповедующих шиизм от 50 000 до 1 000 000. Международная группа по правам меньшинств даёт оценку в число от 800 000 до 2 000 000.

## Преследования
Согласно информации The Guardian, малочисленное шиитское население Египта подвергается преследованиям со стороны властей: шиитов часто арестовывают якобы по соображениям безопасности, а затем подвергают пыткам за свои религиозные убеждения. На протяжении десятилетий международные организации, в том числе ООН, Human Rights Watch и Amnesty International, фиксируют случаи преследований египетских шиитов со стороны государства за свои политические взгляды. В докладе Управления Верховного комиссара ООН по делам беженцев, опубликованном в декабре 2012 года, отмечается тот факт, что шииты Египта до сих пор не могут открыто совершать свои религиозные обряды в Египте.